# 삼성 제니오 슬라이드
삼성 제니오 슬라이드(Samsung Genio Silde, Samsung B5310)는 삼성전자가 2009년에 출시한 휴대 전화이다.